# إدواردو توزيو
ادواردو توزيو (بالإسبانية: Eduardo Nicolás Tuzzio) (31 يوليو 1974 ببوينس آيرس في الأرجنتين - ) هو لاعب كرة قدم أرجنتيني في مركز الدفاع. شارك مع منتخب الأرجنتين لكرة القدم. أما مع النوادي، فقد لعب مع أولمبيك مارسيليا وإنديبندينتي وتيغري وريال مايوركا وريفر بليت وفيرو كاريل أويستي وكيلمس ونادي سان لورينزو.

## مسيرته الكروية
لعب ادواردو توزيو خلال مسيرته الاحترافية مع 6 أندية في ثلاثة وعشرون موسمًا وسجل خلالها 20 هدف ضمن 481 مباراة. ولم يفز بأي موسم بالكأس وفاز في أربعة مواسم بالدوري.
خاض ادواردو توزيو مسيرته مع نادي سان لورينزو في موسم 1993–94 ليلعب معه ثمانية مواسم، مشاركًا في 173 مباراة سجل خلالها 5 أهداف. ثم انتقل إلى نادي أولمبيك مارسيليا في موسم 2001–02 ولمدة موسمين، حيث شارك في 23 مباراة ولم يسجل أي هدف. لينتقل بعدها إلى نادي ريفر بليت في موسم 2003–04 في المرة الأولى ولمدة موسمين ثم في موسم 2006–07 واستمر معه طيلة ثلاثة مواسم، مشاركًا طوالها في 119 مباراة سجل خلالها 6 أهداف. ثم انتقل إلى نادي ريال مايوركا في موسم 2005–06 لمدة موسم واحد، مشاركًا في 10 مباريات ولم يسجل أي هدف. هذا وانتقل لاحقًا إلى نادي إنديبندينتي في موسم 2008–09 ليلعب معه خمسة مواسم، مشاركًا في 107 مباراة سجل خلالها 4 أهداف. ثم انتقل بعدها إلى نادي فيرو كاريل أويستي في موسم 2013–14 ولمدة موسمين، مشاركًا في 49 مباراة سجل خلالها 5 أهداف.

## وصلات خارجية
- إدواردو توزيو على موقع قاعدة بيانات كرة القدم.إي يو (الإنجليزية)
- إدواردو توزيو على موقع ناشيونال فوتبول تيمز (الإنجليزية)
- إدواردو توزيو على موقع Soccerway.com (الإنجليزية)